# سیارک ۸۴۲۴
سیارک ۸۴۲۴ (به انگلیسی: 8424 Toshitsumita، نامگذاری:1997CP) هشت هزار و چهارصد و بیست و چهارمین سیارک کشف شده‌است که در ۱ فوریه ۱۹۹۷ کشف شد.